# Bertil Albertsson
Bertil Albertsson (Upsala, Suecia, 1 de septiembre de 1921-3 de marzo de 2008) fue un atleta sueco, especialista en la prueba de 10 000 m en la que llegó a ser medallista de bronce olímpico en 1948.

## Carrera deportiva
En los JJ. OO. de Londres 1948 ganó la medalla de bronce en los 10 000 metros, corriéndolos en un tiempo de 30:53.6 segundos, llegando a meta tras el checoslovaco Emil Zátopek (oro) y el francés Alain Mimoun (plata).